# Okręty zaopatrzeniowe typu Wichita
Okręty zaopatrzeniowe typu Wichita – typ siedmiu amerykańskich okrętów zaopatrzeniowych, zbudowanych dla United States Navy w latach 60. i 70. XX wieku.
Okręty budowane były w stoczniach General Dynamics Quincy Shipbuilding Division w Quincy (6 jednostek) oraz National Steel and Shipbuilding Company w San Diego (1 okręt).
Typ Wichita zaprojektowany został z myślą o wspieraniu grup bojowych lotniskowców ZOP typu Essex. Ze względu na specyfikę działań były to okręty mniejsze od pełniących analogiczną rolę w grupach lotniskowców uderzeniowych jednostek typu Sacramento. Okręty typu Wichita rozwijały także mniejszą prędkość i potrzebowały mniejszej załogi, co przekładało się na niższe koszty eksploatacji.
Jednostki rozpoczęły służbę w latach 1969-1976. Zarówno podczas wojny wietnamskiej jak i po niej, gdy ze względu na cięcia w budżecie zbrojeniowym ze służby wycofano typ Essex, okręty zaopatrzeniowe typu Wichita wykorzystywano do zaopatrywania grup lotniskowców uderzeniowych. Dały się w związku z tym zauważyć problemy wynikające z ich ograniczonej prędkości i niedostatecznej ładowności. Kolejna fala cięć budżetowych na początku lat 90. była przyczyną wycofania okrętów w latach 1993-1996.
Okręty mogły przewozić 26 880 000 l paliwa (zarówno okrętowego jak i lotniczego), posiadały 1883 m³ przestrzeni ładunkowej do przewozu amunicji, 1741 m³ do przewozu innych materiałów stałych oraz 425 m³ chłodni. Jednostki były początkowo uzbrojone w cztery podwójne armaty kal. 76,2 mm. Na początku lat 80. zostały przezbrojone w dwa systemy Phalanx CIWS oraz wyrzutnię rakietowych pocisków przeciwlotniczych Sea Sparrow. Na pokładzie okrętów znajdowały się lądowiska dla dwóch śmigłowców CH-46 Sea Knight.

## Okręty
- USS „Wichita” (AOR-1)
- USS „Milwaukee” (AOR-2)
- USS „Kansas City” (AOR-3)
- USS „Savannah” (AOR-4)
- USS „Wabash” (AOR-5)
- USS „Kalamazoo” (AOR-6)
- USS „Roanoke” (AOR-7)